# Liste de séismes historiques
Cet article liste les séismes historiques les plus importants des débuts de l'histoire à la fin du XIXe siècle.

## Antiquité
| Séisme                   | Date            | Zones touchées                 | Victimes        |
| ------------------------ | --------------- | ------------------------------ | --------------- |
| Séisme de 62 à Pompéi    | 5 février 62    | Baie de Naples (Empire romain) | Inconnu         |
| Séisme de 115 à Antioche | 13 décembre 115 | Antioche (Empire romain)       | ~ 260 000 morts |
| Séisme de 365 en Crète   | 21 juillet 365  | Crète (Empire romain)          | Inconnu         |

## Moyen Âge
| Séisme                                 | Date                              | Zones touchées                   | Victimes                |
| -------------------------------------- | --------------------------------- | -------------------------------- | ----------------------- |
| Séisme de 526 et 528 à Antioche        | Mai 526                           | Antioche (Empire byzantin)       | 250 000 – 300 000 morts |
| Séisme de 526 et 528 à Antioche        | 29 novembre 528                   | Antioche (Empire byzantin)       | 4 870 morts             |
| Séisme de 551 à Beyrouth               | 9 juillet 551                     | Beyrouth (Empire byzantin)       | Milliers de morts       |
| Séisme de 588 à Antioche               | Octobre 588                       | Antioche (Empire byzantin)       | 60 000 morts            |
| Séisme de 1117 à Vérone                | 3 janvier 1117                    | Marche de Vérone ( Saint-Empire) | ~ 30 000 morts          |
| Séisme de 1169 à Catane                | 4 février 1169                    | Sicile                           | ~ 15 000 morts          |
| Séisme de 1356 à Bâle                  | 18 octobre 1356                   | Bâle, Suisse                     | ~ 300 morts             |
| Séismes de 1349 dans l'Apennin central | Du 22 janvier au 9 septembre 1349 | Apennin central                  | > 1 000 morts           |
| Séisme de 1428 en Catalogne            | 2 février 1428                    | Roussillon et Catalogne          | Centaines de morts      |

## De la Renaissance à 1800
| Séisme                         | Date                     | Zones touchées                     | Victimes              |
| ------------------------------ | ------------------------ | ---------------------------------- | --------------------- |
| Séisme de 1556 au Shaanxi      | 23 janvier 1556          | Shaanxi                            | 830 000 morts         |
| Séisme de 1570 à Concepción    | 8 février 1570           | Concepción                         | > 2 000 morts         |
| Seisme de 1621 à Panama        | 2 mai 1621               | Panama Viejo                       | Inconnu               |
| Séisme de 1663 dans Charlevoix | 5 février 1663           | Nouvelle-France                    | 0                     |
| Séisme de 1667 à Dubrovnik     | 6 avril 1667             | Dubrovnik                          | 3 000 – 5 000 morts   |
| Séisme de 1660 en Bigorre      | 21 juin 1660             | Royaume de France                  | ~ 30 morts            |
| Séisme de 1693 au Val di Noto  | 11 janvier 1693          | Sicile                             | ~ 60 000 morts        |
| Séisme de 1700 à Cascadia      | 26 janvier 1700          | Chaîne des Cascades                | Inconnu               |
| Séismes de 1703 à L'Aquila     | 2 février 1703           | L'Aquila                           | ~ 10 000 morts        |
| Séisme de 1707 de l'ère Hōei   | 28 octobre 1707          | Shikoku                            | 5 000 morts           |
| Séisme de 1732 à Montréal      | 16 septembre 1732        | Montréal                           | 1 mort                |
| Séisme de 1743 à Nardò         | 20 février 1743          | Nardò                              | 350 morts             |
| Séisme de 1755 à Lisbonne      | 1er novembre 1755        | Lisbonne                           | 50 000 – 70 000 morts |
| Séisme de 1755 à Cap Ann       | 18 novembre 1755         | Cap Ann, Massachusetts, États-Unis | Inconnu               |
| Séismes de 1783 en Calabre     | 5 février – 28 mars 1783 | Calabre                            | 32 000 – 50 000 morts |
| Séisme de 1785 à Bogota        | 12 juillet 1785          | Bogota                             | Inconnu               |

## XIXesiècle
| Séisme                                         | Date                              | Zones touchées         | Victimes              |
| ---------------------------------------------- | --------------------------------- | ---------------------- | --------------------- |
| Séismes de 1811-1812 à New Madrid, États-Unis  | 16 décembre 1811 – 7 février 1812 | New Madrid             | Inconnu               |
| Séisme de 1812 au Venezuela                    | 26 mars 1812                      | Venezuela              | 15 000 – 20 000 morts |
| Séisme de 1816 à Colima, Mexique               | 31 mai 1816                       | Colima                 | > 80 morts            |
| Séisme du 20 février 1835 à Concepción, Chili  | 20 février 1835                   | Concepción, Talcahuano | > 100 morts           |
| Séisme de 1839 en Martinique                   | 11 janvier 1839                   | Martinique             | ~ 261 morts           |
| Séisme de 1843 aux Petites Antilles            | 8 février 1843                    | Petites Antilles       | > 3 000 morts         |
| Séisme de 1858 de Hietsu, Japon                | 9 avril 1858                      | Honshū                 | 200 – 300 morts       |
| Séisme de 1875 à Cúcuta, Colombie et Venezuela | 18 mai 1875                       | Cúcuta                 | ~ 10 000 morts        |
| Séisme de 1881 en mer Égée                     | 3 avril 1881                      | Chios, Tchesmé         | 7 866 morts           |
| Séisme de 1886 à Charleston, États-Unis        | 31 août 1886                      | Charleston             | 60 – 100 morts        |
| Séisme de 1887 en Ligurie, Italie              | 23 février 1887                   | Ligurie                | 644 morts             |
| Séisme de 1891 à Nōbi, Japon                   | 28 octobre 1891                   | Honshū                 | 7 273 morts           |